# Mississippi Mills
Mississippi Mills es un pueblo en el este de Ontario, Canadá, en el condado de Lanark y sobre el río Mississippi. Se encuentra dentro de la Región de la Capital Nacional.
Posee una población de 12.385 habitantes.
- Datos: Q2981802
- Multimedia: Mississippi Mills, Ontario / Q2981802